# Montcherand
Montcherand ist eine politische Gemeinde im Distrikt Jura-Nord vaudois des Kantons Waadt in der Schweiz.

## Geographie
Montcherand liegt auf 556 m ü. M., 2 km nordwestlich von Orbe und 11 km westsüdwestlich der Bezirkshauptstadt Yverdon-les-Bains (Luftlinie). Das Bauerndorf erstreckt sich im Waadtländer Mittelland, an einem gegen Osten geneigten Hang auf dem Jurafussplateau, nördlich des Taleinschnitts der Orbe.
Die Fläche des 3,1 km² grossen Gemeindegebiets umfasst einen Abschnitt des Jurafussplateaus. Die südliche Grenze verläuft entlang des Flusslaufs der Orbe, die hier ein schluchtartiges Tal in das Plateau gegraben hat, die unter Naturschutz stehenden Gorges de l'Orbe. Der Gemeindeboden erstreckt sich nordwärts über das leicht gewellte Plateau mit dem Waldhügel Châtillon (555 m ü. M.). Der höchste Punkt von Montcherand wird mit 615 m ü. M. im Wald Plume oberhalb der Orbeschlucht erreicht. Von der Gemeindefläche entfielen 1997 16 % auf Siedlungen, 30 % auf Wald und Gehölze, 53 % auf Landwirtschaft und etwas weniger als 1 % war unproduktives Land.
Zu Montcherand gehören der Weiler Creux au Loup (572 m ü. M.) am nördlichen Dorfrand sowie einige Einzelhöfe. Nachbargemeinden von Montcherand sind Orbe, Agiez, Les Clées, Sergey und Valeyres-sous-Rances.

## Geschichte
Montcherand gehörte im Mittelalter zur Herrschaft Les Clées. Das Priorat von Baulmes und seit dem 12. Jahrhundert die Abtei Payerne hatten reichen Grundbesitz in Montcherand. Mit der Eroberung der Waadt durch Bern im Jahr 1536 wurde der Ort Teil der Kastlanei Les Clées unter der Landvogtei Yverdon. Nach dem Zusammenbruch des Ancien Régime gehörte Montcherand von 1798 bis 1803 während der Helvetik zum Kanton Léman, der anschliessend mit der Inkraftsetzung der Mediationsverfassung im Kanton Waadt aufging. Es wurde 1798 dem Bezirk Orbe zugeteilt.

## Bevölkerung
Mit 494 Einwohnern (Stand 31. Dezember 2023) gehört Montcherand zu den kleinen Gemeinden des Kantons Waadt. Von den Bewohnern sind 95,3 % französischsprachig, 1,2 % portugiesischsprachig und 1,0 % italienischsprachig (Stand 2000). Die Bevölkerungszahl von Montcherand belief sich 1900 auf 258 Einwohner, 1970 auf 245 Einwohner. Seither wurde eine deutliche Bevölkerungszunahme verzeichnet.

## Wirtschaft
Montcherand war bis ins 20. Jahrhundert ein vorwiegend durch die Landwirtschaft geprägtes Dorf. Auf den fruchtbaren Böden am Jurafuss wird hauptsächlich Ackerbau betrieben. Weitere Arbeitsplätze gibt es im lokalen Kleingewerbe. In den letzten Jahrzehnten hat sich Montcherand zu einer Wohngemeinde entwickelt. Viele Erwerbstätige sind deshalb Wegpendler, die in Orbe oder Yverdon arbeiten.

## Kraftwerke
Am Rande des Orbetals befindet sich seit 1908 das Wasserkraftwerk Montcherand der Compagnie vaudoise des forces motrices du Lac de Joux et de l'Orbe. In der Maschinenhalle standen vier Generatorengruppen. Die Pelton-Turbinen erbrachten eine Nennleistung von jeweils 2'000 PS (1'470 kW). Zudem waren zwei Generatorengruppen mit einer Nennleistung von 150 PS (110 kW) vorgesehen, die den Gleichstrom für die Erregung der Generatoren erzeugten
Zwischen 1948 und 1950 erfolgte ein Umbau der Maschinenhalle. Die sechs bestehenden Gruppen wurden durch drei Francis-Turbinen ersetzt. Diese haben eine Nennleistung von 15'000 PS (11'040 kW). Das Kraftwerk liefert mit der installierten Nennleistung von 45'000 PS (33'100 kW) jährlich 57 GWh elektrische Energie.
Das Kraftwerk besteht aus zwei Betriebsgebäuden. Am Ufer der Orbe, auf 470 m ü. M., steht das Kraftwerk. Auf dem Hochplateau, auf 508 m ü. M., befindet sich das Betriebsgebäude. Ein etwa 500 m langen Weg verbindet die beiden Gebäude. Erst 1949 wurde ein Schrägaufzug erstellt. Dieser hatte lediglich eine Plattform mit Geländer. Eine Fangbremse (die in einem Notfall den Schienenkopf umgreifen sollte) war nicht vorhanden. Zur Zeit der Installation war er mit einer Steigung von 154,5 % (56,92 Grad) die zweit steilste Anlage der Schweiz. 2013 musste der Aufzug saniert und den aktuellen Sicherheitsvorschriften angepasst werden. Der alte Antrieb in der Bergstation wurde durch einen Motor mit Zweiseilwinde ersetzt. Es wurde eine Fangbremse eingebaut und die Plattform durch eine Kabine ersetzt. Da der Aufzug nicht öffentlich ist, wurden auch die Berg- und Talstationen besser abgesichert.

## Verkehr
Die Gemeinde ist verkehrstechnisch gut erschlossen. Sie liegt an der Hauptstrasse von Orbe nach Vallorbe oder über den Jougnepass nach Pontarlier in Frankreich. Der Ortskern ist seit der Eröffnung der Autostrasse A9 vom Transitverkehr entlastet. Durch den Postautokurs, der von Orbe nach Vallorbe verkehrt, ist Montcherand an das Netz des öffentlichen Verkehrs angebunden.

## Sehenswürdigkeiten
Die Kirche Saint-Etienne von Montcherand stammt aus der Zeit des 11. und 12. Jahrhunderts. Sie war ein Etappenort am Jakobsweg. Der einschiffige Bau besitzt eine halbrunde Apsis, in der 1902 bedeutende romanische Wandmalereien entdeckt wurden, die zur Reformationszeit übertüncht worden waren. Das Schloss von Montcherand, flankiert von zwei viereckigen Türmen, wurde 1790 in Anlehnung an das Schloss Chamblon erbaut. Es beherbergt heute ein Kinderheim. Im Ortskern sind einige charakteristische Bauernhäuser aus dem 17. bis 19. Jahrhundert erhalten.

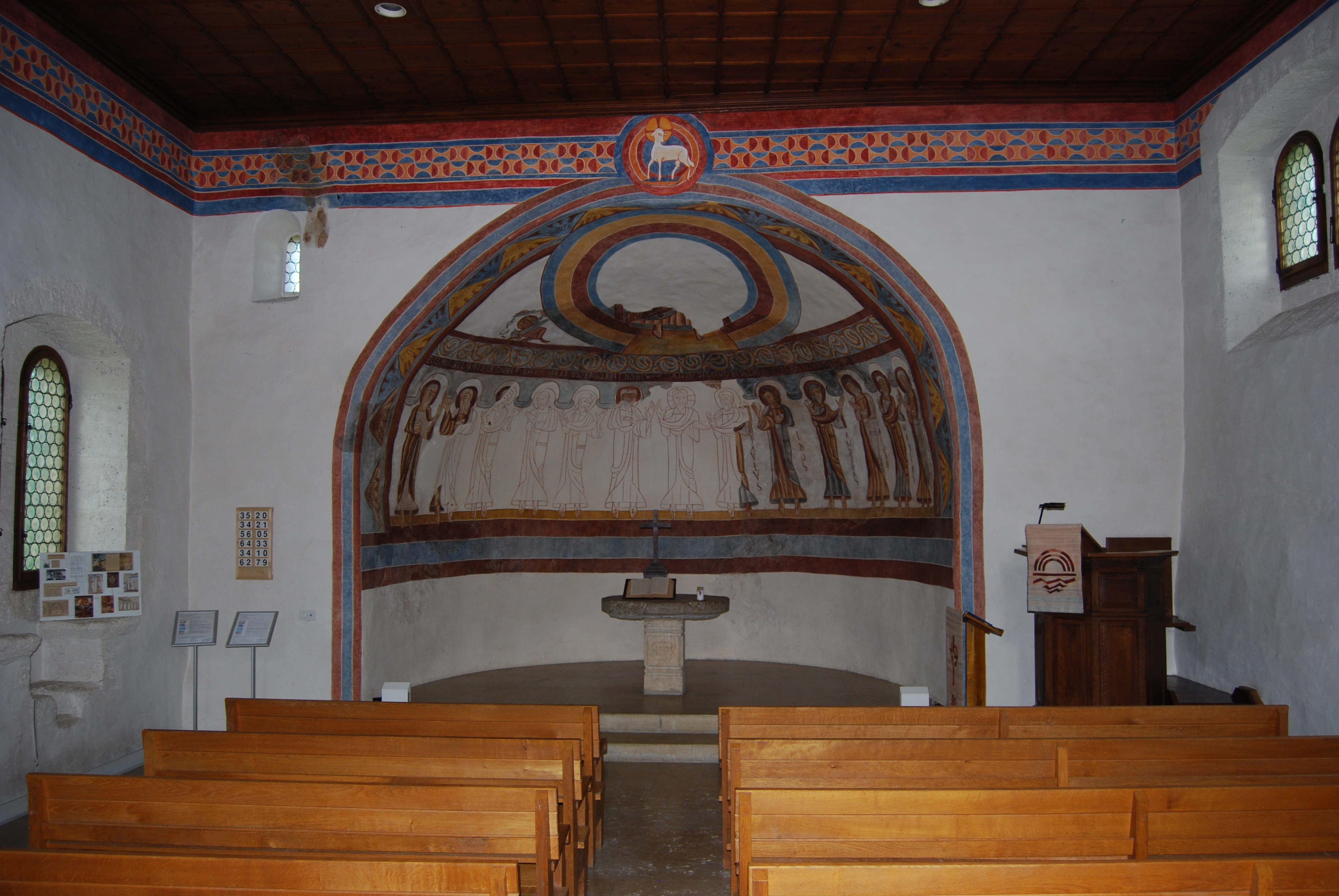
Apsis der Kirche Sankt-Stefan
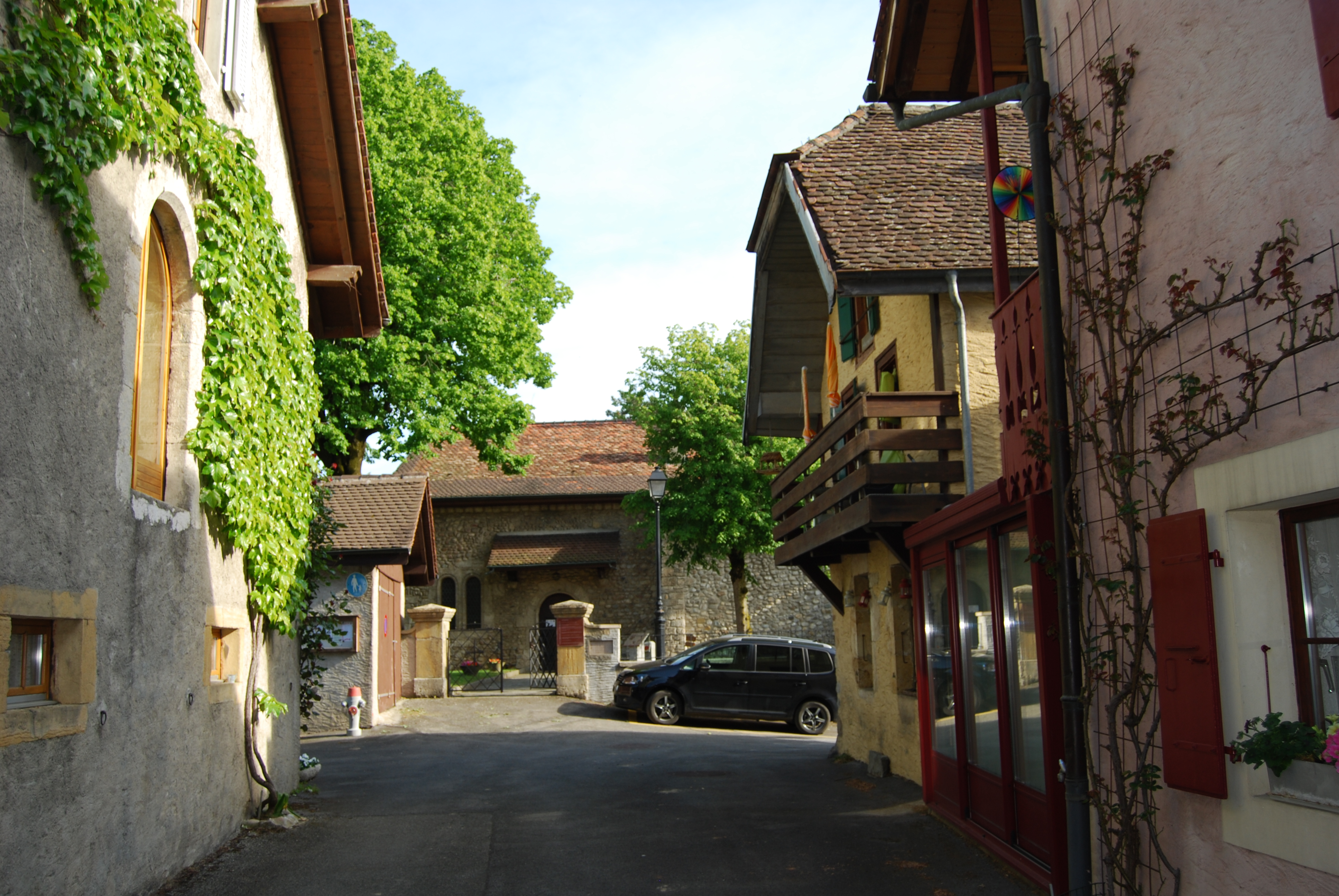
Blick auf die Kirche
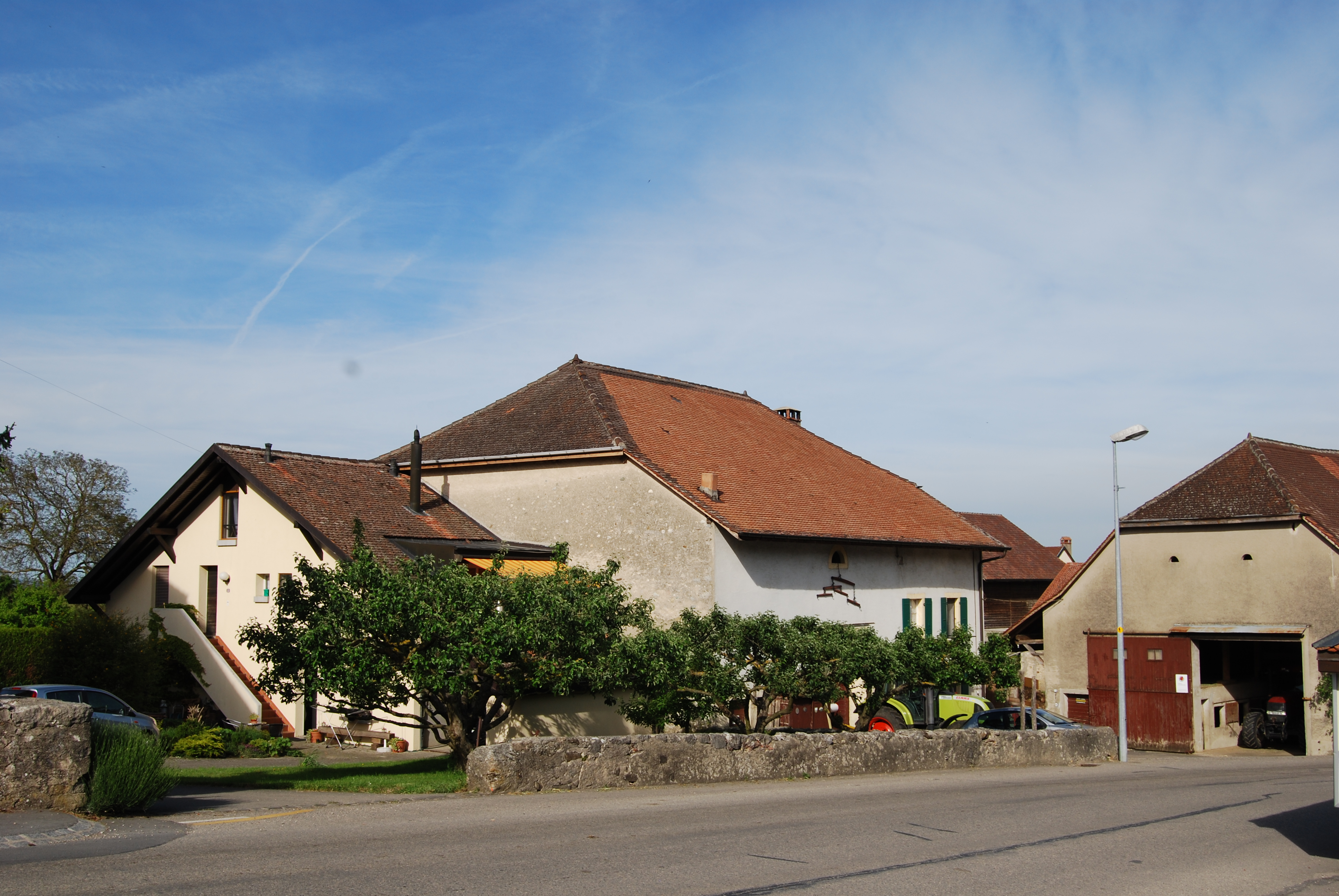
Dorfzentrum
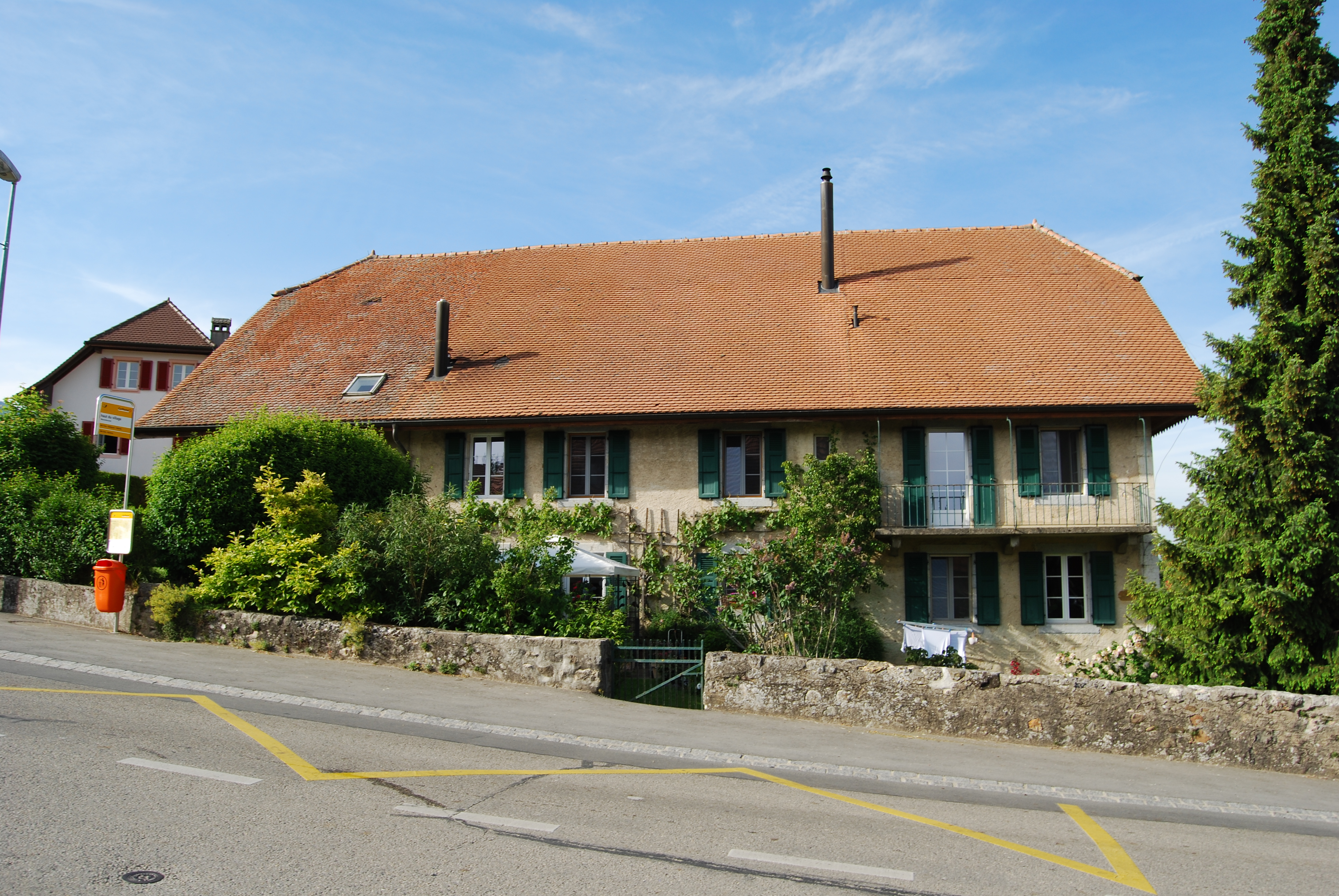
Haus im Dorfzentrum
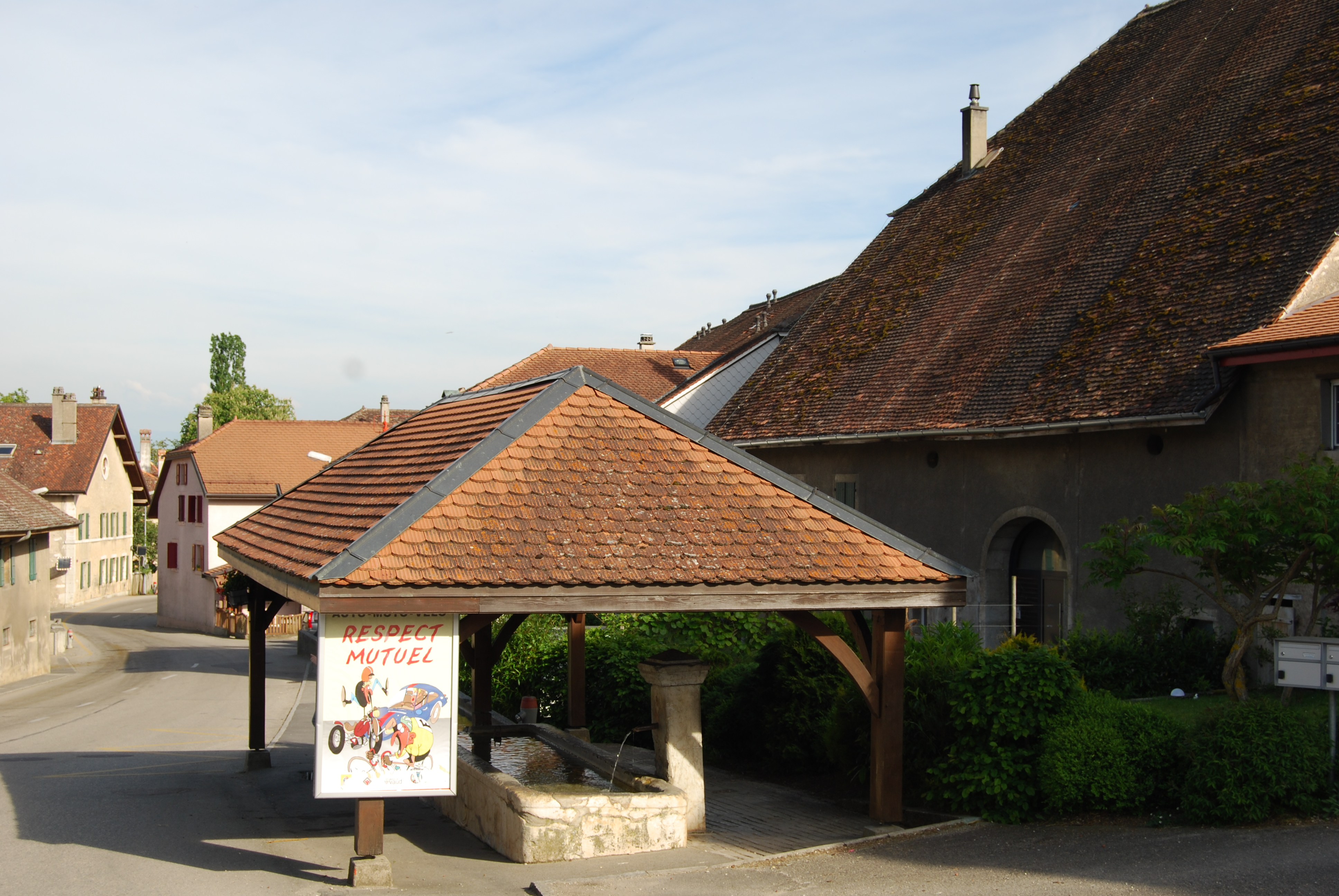
Dorfbrunnen
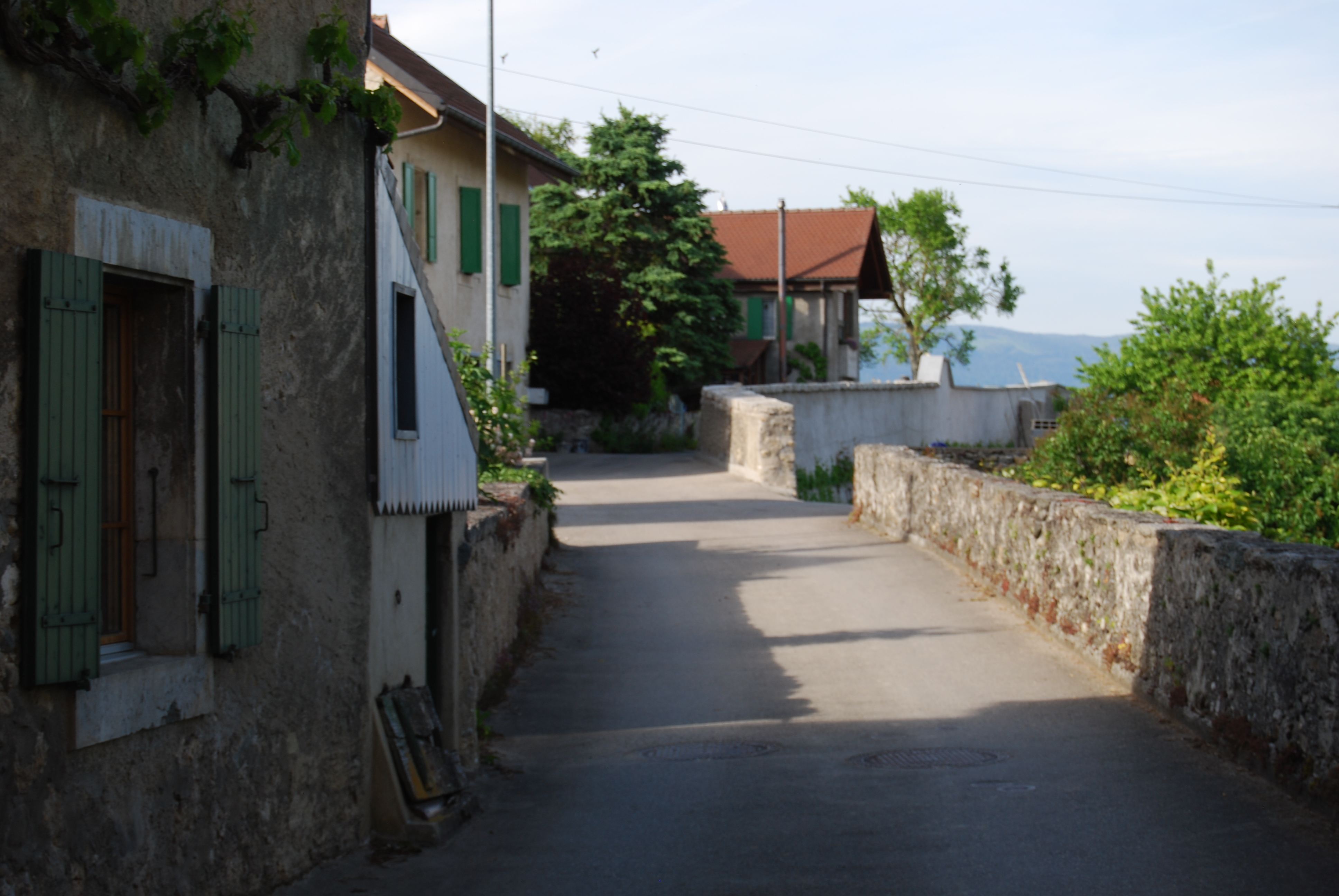
Dorfzentrum

## Persönlichkeiten
- Léon Nicole (1887–1965), stalinistischer Politiker